# Řepiště
Řepiště är en ort i Tjeckien. Den ligger i den östra delen av landet, 280 km öster om huvudstaden Prag. Řepiště ligger 313 meter över havet och antalet invånare är 1 581.
Terrängen runt Řepiště är platt.Runt Řepiště är det tätbefolkat, med 493 invånare per kvadratkilometer. Närmaste större samhälle är Ostrava, 11,5 km norr om Řepiště. Runt Řepiště är det i huvudsak tätbebyggt.